# Brenyó Zoltán
Brenyó Zoltán, ukránul: Золтан Матвійович Бреньо, oroszul: Золтан Матвеевич Бреньо (Huszt, 1929 – Ungvár, 2016. november 9.) magyar, ukrán és szovjet labdarúgócsatár és labdarúgóedző. A megyei ifjúsági válogatott-csapatok közötti ukrán bajnokság kétszeres győztese (1947, 1948), a szovjet elsőosztályú bajnokság bronzérmese (1953). A szovjet kupasorozat negyeddöntőse (1953) és kétszeres nyolcaddöntőse (1950, 1954). A  ’’Szovjetunió sportmestere’’ kitüntető cím birtokosa (1953).

## Pályafutása
A kárpátaljai Huszton született, de 1934-ben családjával együtt Ungvárra költözött. Az elemi és általános iskolai tanulmányait is ott folytatta, és számos iskolatársához hasonlóan nála már akkor megmutatkozott a labdarúgás iránti vonzalma. A pályafutását a magyar NB II-ben 1939–1944 között szereplő Ungvári AC (UAC) ifjúsági csapatában kezdte, amelynek edzője id. Györffy Zoltán híres kárpátaljai sportszakember volt. (Az UAC az 1943/1944-es szezonban megnyerte az NB II Keleti csoportját, s így feljutott az NB I-be. Az 1944 augusztusában rajtoló bajnokság első fordulójában rögtön elmaradt a meccse, mert ellenfele, az újvidéki csapat az Ungvár-t ért bombatámadás miatt hazautazott. Az UAC így a Ferencváros otthonában játszotta első NB I-es mérkőzését (5:0-ra kikapott), majd 5:2-re veszített a Salgótarjáni BTC vendégeként, aztán a 4. fordulóban hazai pályán 3:1-es vereséget szenvedett a Szentlőrinci AC-től. Több meccset pedig már nem tudott lejátszani a magyar élvonalban, mert jött a front, a bajnokság félbeszakadt, illetve a fővárosi csapatok részvételével hadi-bajnokságként decemberig folytatódott. Majd a második világháborút lezáró párizsi békeszerződések Kárpátalját a Szovjetunióhoz csatolták, és az Ukrajna része lett. Az Ungvári AC ezzel befejezte magyarországi szereplését.) Ezt követően az újonnan szervezett ukrán másodosztályú klub, a Szpartak Uzsgorod ificsapatába került. Azokban az években őt többször meghívták Kárpátalja ifjúsági labdarúgó-válogatottjába, amely részvételével kétszer is megnyerte a megyei válogatott-csapatok közötti ukrán bajnokságot. 1949-ben egy sztálingrádi tornán játékára felfigyeltek a helyi Torpedo edzői és meghívták a csapatukba, amely 1950-ben bekerült a szovjet elsőosztályú bajnokságba. Három évvel később, az akkoriban éppen a Torpedo Moszkva csapatot irányító híres szovjet edzőtől Viktor Maszlovtól kapott meghívást, amelyet el is fogadott és az új csapatával már 1953-ban bronzérmes lett az országos bajnokságban, és eljutott a szovjet kupatorna negyeddöntőjéig. Az elért eredményekért őt és néhány csapattársát, így többek között Valentin Ivanov és Eduard Sztrelcov későbbi szovjet válogatott-játékosokat kitüntették a  ’’Szovjetunió sportmestere’’ címmel. A szovjet elsőosztályú bajnokságban ez a kárpátaljai tehetség részt vett még a Torpedo Gorkij csapatával is, amely 1954-ben a Szovjet labdarúgókupa nyolcaddöntőse volt. Egyébként azon a tornán ugyanilyen eredményt ért el az ungvári Szpartak is, amelyhez Brenyó immár híres csatárként visszatért 1954 őszén. Otthon három szezont töltött, majd átigazolt az 1956. évi ukrán kupagyőztes Kolhoznyik Poltava-hoz. Ez utóbbi csapatok az ő részvételével a saját zónájukban a szovjet kupasorozat negyeddöntőjéig jutottak 1955-ben, illetve 1958-ban.
1959-ben Brenyó Zoltán végleg visszatért Ungvárra a Szpartakhoz, amelyben még három szezont töltött és amelynek színeiben 1960-ban a saját zónájában a szovjet kupa döntőse volt. Az aktív pályafutásának befejezése után a megyei elsőosztályú perecsenyi Himik klub játékos-edzője, később pedig a csapat vezetőedzője lett. Ezt követően a nagybereznai Avanhard csapatát irányította és egészen nyugdíjazásáig társadalmi munkában, városi és megyei szinten a labdarúgás fejlesztésével foglalkozott.

## Sikerei, díjai
Ukrajna
- Megyei ifjúsági válogatott-csapatok közötti ukrán bajnokság
  - bajnok (2): 1947, 1948
- Ukrán bajnokság
  - 5. hely: 1954

Szovjetunió
- Szovjet bajnokság
  - 3. hely: 1953
  - 8. hely (2): 1951, 1953
- Szovjet kupa
  - döntős: 1960 (a 4. zónában)
  - negyeddöntős (3): 1953, 1955 (az 1. zónában), 1958 (a 2. zónában),
  - nyolcaddöntős (2): 1950, 1954
- A  ’’Szovjetunió sportmestere’’ kitüntető cím: 1953

## Ajánlott irodalom
- Fedák László. Kárpátalja a sporteredmények tükrében (110., 114. és 137. oldal). Ungvár: Karpati (1994) (ukránul)
- Krajnyanica Péter. A kárpátaljai labdarúgás története (116. oldal). Ungvár: Karpati (2004) (ukránul)
- Mihalina László. Otthon minden kő megsegít... (98. oldal). Vác: Kucsák Könyvkötészet és Nyomda (2011)

## Fordítás
- Ez a szócikk részben vagy egészben  a(z)   Бреньо Золтан Матвійович című ukrán Wikipédia-szócikk fordításán alapul.  Az eredeti cikk szerkesztőit annak laptörténete sorolja fel. Ez a jelzés csupán a megfogalmazás eredetét és a szerzői jogokat jelzi, nem szolgál a cikkben szereplő információk forrásmegjelöléseként.